# Wat Chana Songkhram (Sukhothai)

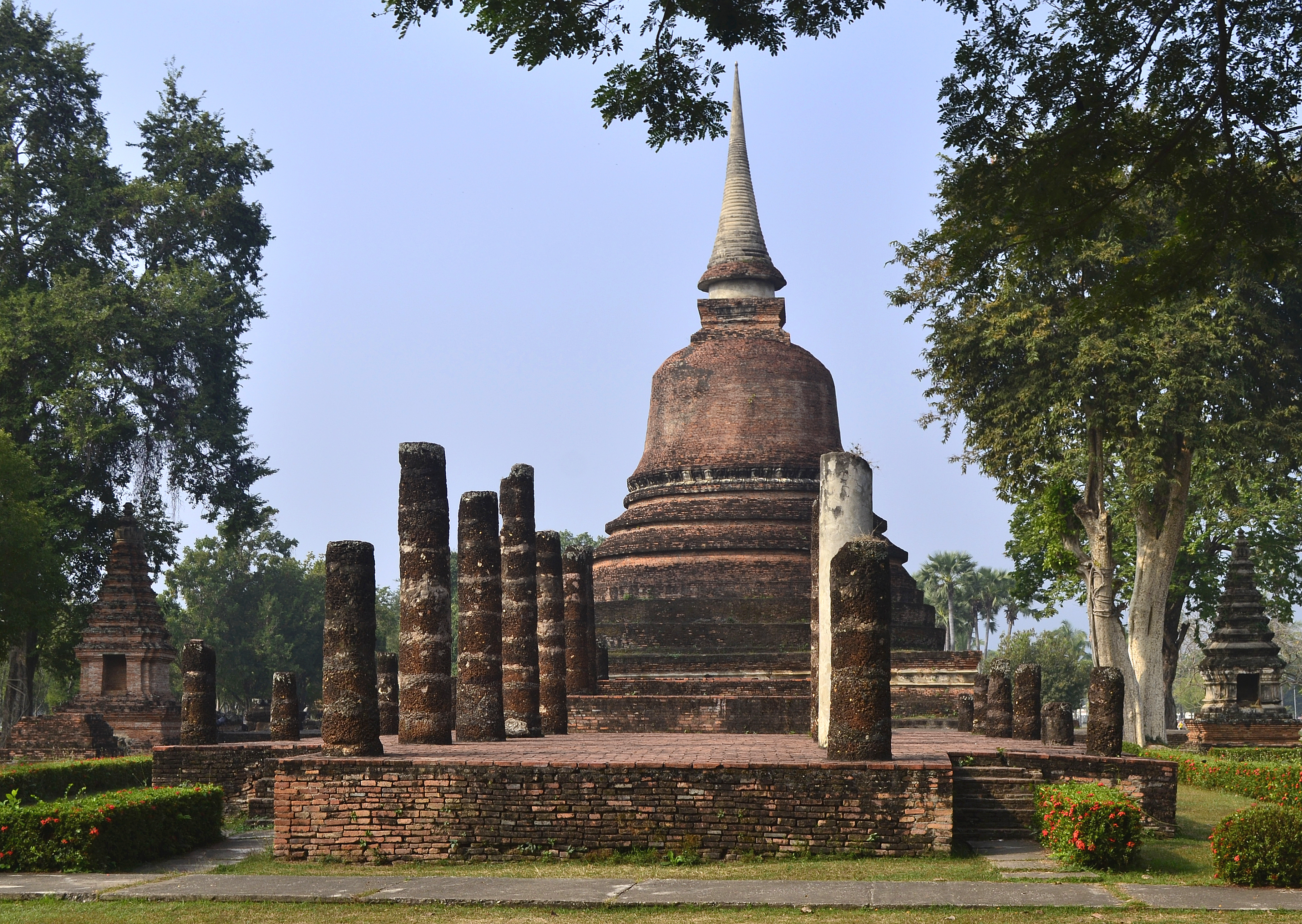
Wihan und Chedi des Wat Chana Songkhram

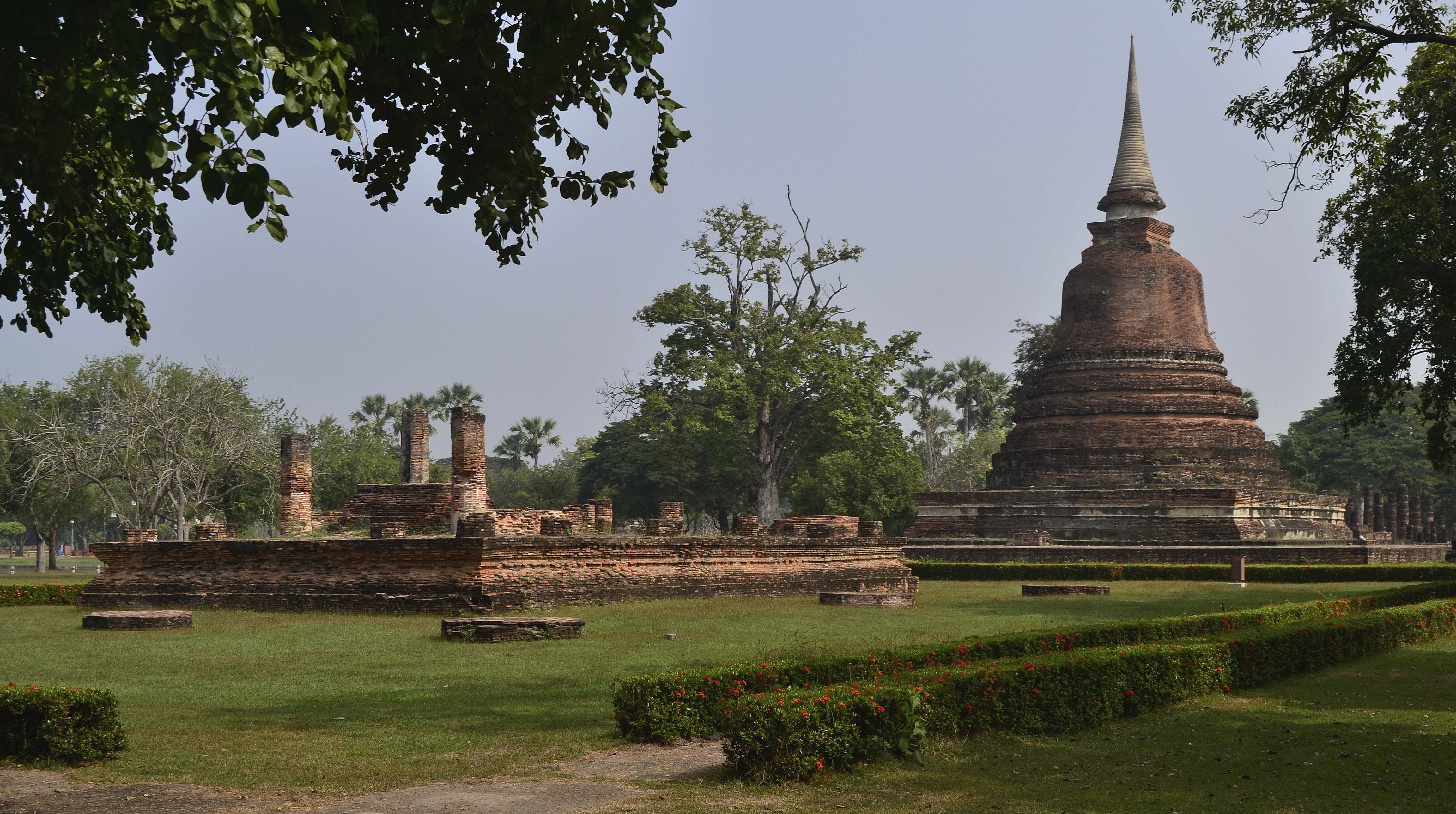
Ubosot und Chedi des Wat Chana Songkhram

Der Wat Chana Songkhram  (thailändisch วัดชนะสงคราม) ist eine buddhistische Tempelanlage (Wat) in Sukhothai, Provinz Sukhothai in der Nordregion von Thailand.

## Lage
Der Wat Chana Songkhram liegt nördlich des Wat Mahathat in der historischen Altstadt von Sukhothai, nahe dem Lak Mueang der Provinz Sukhothai und dem Denkmal des Königs Ramkhamhaeng.

## Baugeschichte
Der Wat Chana Songkhram wurde in der Zeit des Königreiches Sukhothai errichtet, wobei Teile später hinzugefügt worden sind.

## Sehenswürdigkeiten
Folgende Sehenswürdigkeiten befinden sich im Bereich des Wat Chana Songkhram.
Heute sind nur Ruinen der einstigen Anlagen zu sehen. Der größte Chedi ist ein Beispiel für den im singhalesischen oder „Sukhothai-Stil“ gehaltenen glockenförmigen, wuchtigen Bau, um den einige kleinere Chedis angeordnet sind. Die auf der Ostseite gelegenen Chedis weisen eine Architektur auf, die eher auf eine Entstehungszeit in der Ayutthaya-Zeit hinweisen. Eine Ordinationshalle (Ubosot) befindet sich an der östlichen Grenze der Anlage.